# Botadűlő
Botadűlő (románul: Botei) falu Maros megyében, Erdélyben. Közigazgatásilag Mezőzáh községhez tartozik.

## Fekvése
A Mezőség középső részén fekszik, kb. 370 m-es tengerszint feletti magasságban, Marosludastól északra.